# Regência de 1821
A Regência de 1821 (de seu nome oficial e completo Regência do Reino em Nome d'El-Rei o Senhor D. João VI) é a designação pela qual ficou conhecido o governo de regência designado pelas Cortes Constituintes a 30 de Janeiro de 1821, e exonerado após o regresso de D. João VI do Brasil e nomeação de novo governo, a 4 de Julho de 1821.
A sua constituição era a seguinte:
| Cargo                                | Detentor                                                                      | Período                                    |
| ------------------------------------ | ----------------------------------------------------------------------------- | ------------------------------------------ |
| Presidente da Regência               | Conde de Sampaio                                                              | 30 de Janeiro de 1821 a 4 de Julho de 1821 |
| Vogais                               | Frei Francisco de São Luís                                                    | 30 de Janeiro de 1821 a 4 de Julho de 1821 |
| Vogais                               | José da Silva Carvalho                                                        | 30 de Janeiro de 1821 a 4 de Julho de 1821 |
| Vogais                               | Marquês de Castelo Melhor (não assumiu o cargo, alegando incapacidade física) | —                                          |
| Vogais                               | João da Cunha Sotto-Mayor                                                     | 30 de Janeiro de 1821 a 4 de Julho de 1821 |
| Secretário dos Negócios do Reino     | Fernando Luís Pereira de Sousa Barradas                                       | 30 de Janeiro de 1821 a 4 de Julho de 1821 |
| Secretário dos Negócios da Fazenda   | Francisco Duarte Coelho                                                       | 30 de Janeiro de 1821 a 4 de Julho de 1821 |
| Secretário dos Negócios da Guerra    | Marechal António Teixeira Rebelo                                              | 30 de Janeiro de 1821 a 4 de Julho de 1821 |
| Secretário dos Negócios Estrangeiros | Anselmo José Braamcamp de Almeida Castelo Branco                              | 30 de Janeiro de 1821 a 4 de Julho de 1821 |
| Secretário dos Negócios da Marinha   | Francisco Maximiliano de Sousa                                                | 30 de Janeiro de 1821 a 4 de Julho de 1821 |

## Galeria

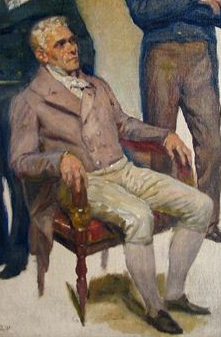
Conde de Sampaio, presidente do Conselho de Regência
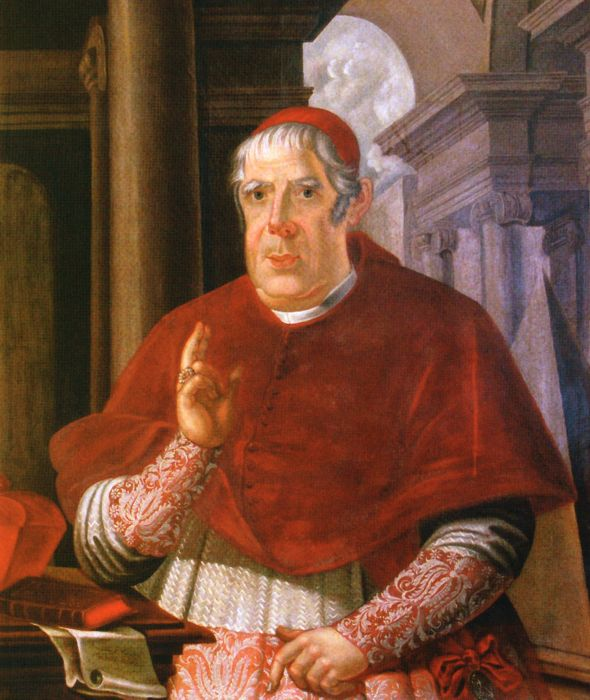
Frei Francisco de São Luís, vogal
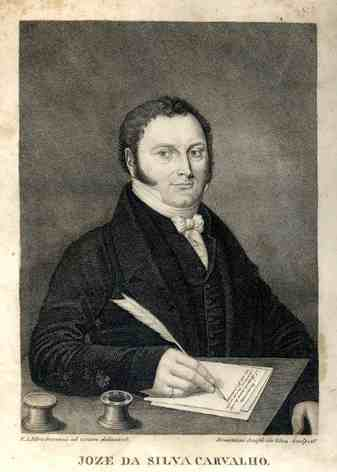
José da Silva Carvalho, vogal
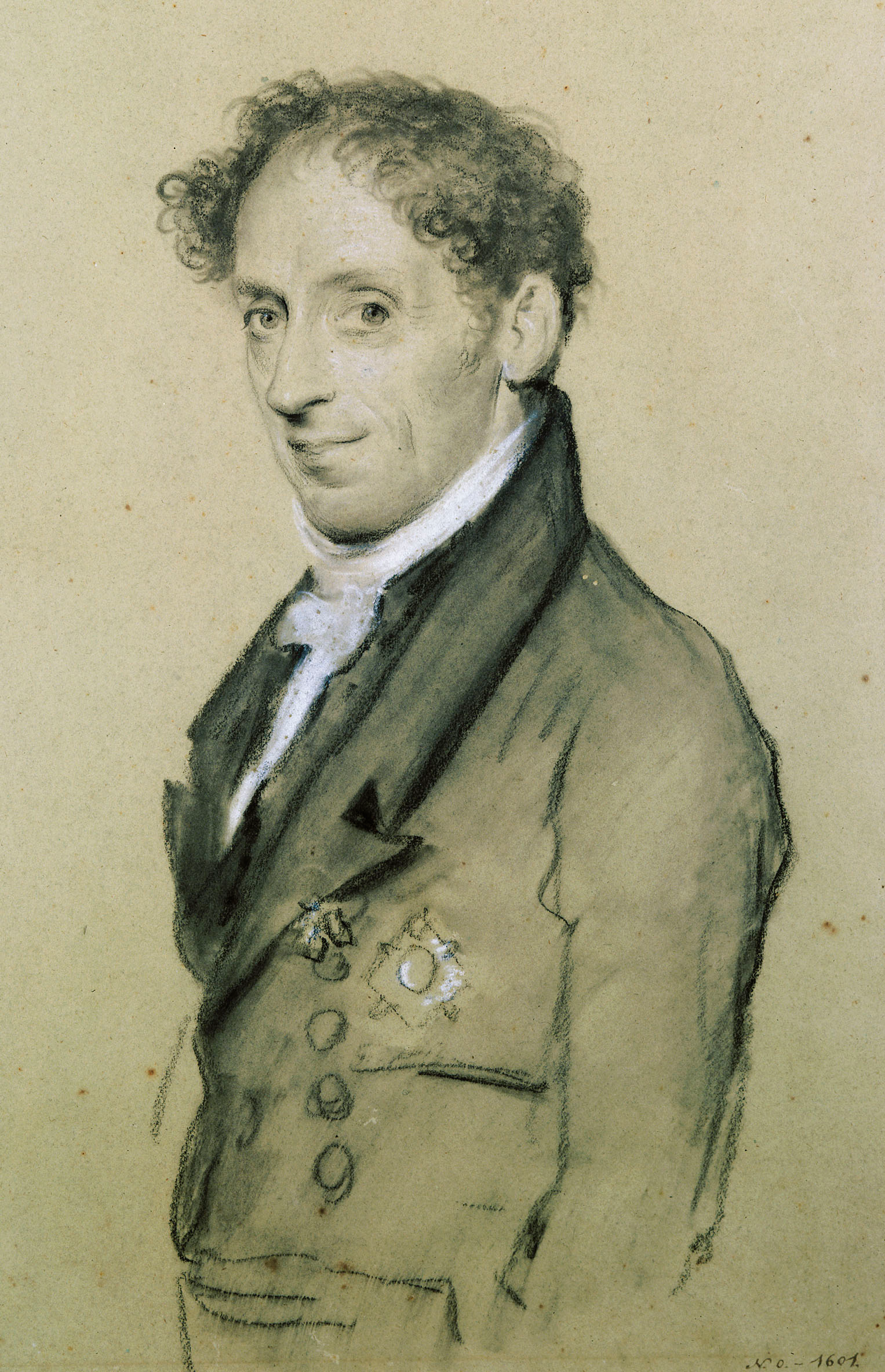
João da Cunha Sotto-Mayor, vogal
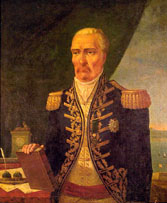
Marechal António Teixeira Rebelo, secretário de Estado dos Negócios da Guerra